# 池江镇
池江镇，是中华人民共和国江西省赣州市大余县下辖的一个乡镇级行政单位。

## 行政区划
池江镇下辖以下地区：
池江社区、兰溪村、九水村、板棚村、团结村、高林村、坳上村、庄下村、杨村、池江村、长江村、新江村、杨梅村、同心村、卢屋村和杨柳村。